# Дитятьєв Олексій Олексійович
Олексі́й Олексі́йович Дитя́тьєв (нар. 7 листопада 1988, Нова Каховка, Херсонська область, УРСР, СРСР) — український футболіст, захисник клубу «Львів».

## Життєпис
Перший тренер — Олексій Вікторович Некрасов. Першою професіональною командою Дитятьева була «Енергія» з рідного міста Нова Каховка, з якою в сезоні 2010/11 дебютував у Другій лізі, ставши перед тим чемпіоном Херсонської області. У лютому 2011 року разом із командою став переможцем Кубка Кримтеплиці, а за підсумками сезону посів третє місце у Другій лізі України.
Улітку 2012 року головний тренер «Енергії» Сергій Шевцов очолив «Кримтеплицю» й запросив Олексія Дитятьєва пройти перегляд у новому клубі. Зрештою він підписав контракт із кримчанами. По ходу сезону 2012/13 став основним гравцем команди, а потім і капітаном. У червні 2013 року клуб «Кримтеплиця» припинив існування, а всі гравці отримали статус вільних агентів. Після розпаду «Кримтеплиці» Дитятьєв підписав контракт із чернівецькою «Буковиною», де також продовжив виступи в Першій лізі.
Улітку 2013 року перейшов у донецький «Олімпік». З цим клубом Дитятьєв став переможцем Першої ліги сезону 2013/14 і 26 липня 2014 року у грі з одеським «Чорноморцем» дебютував у Прем'єр-лізі. Після завершення сезону клуб не став продовжувати контракт із футболістом.
У червні 2015 року підписав річний контракт із полтавською «Ворсклою». У січні 2017 покинув команду, уклавши договір на термін 3 роки з «Карпатами» Львів.
Влітку 2017 року уклав угоду з польською «Краковією».
В 2020 році у складі «Краковії» став володарем Кубка Польщі, зігравши у трьох кубкових матчах, включно з фіналом.

## Досягнення
- Переможець Першої ліги України: 2013/14
- Бронзовий призер Другої ліги України: 2010/11
- Володар Кубка Польщі: 2019/20
- Володар Суперкубка Польщі: 2020